# Estación de Espluga de Francolí
Espluga de Francolí (en catalán y según Adif L'Espluga de Francolí) es una estación de ferrocarril situada en el municipio español homónimo, en la provincia de Tarragona, comunidad autónoma de Cataluña. Cuenta con servicios de media distancia.

## Situación ferroviaria
Se encuentra ubicada en el punto kilométrico 53 de la línea férrea de ancho ibérico que une Madrid con Barcelona a 418 metros de altitud, entre las estaciones de Vimbodí y de Montblanch. El kilometraje de la línea sufre un reinicio en la capital maña y otro en Lérida al basarse en antiguos trazados.

## Historia
Con el ferrocarril dando sus primeros pasos en España, en 1856, Tarragona y Reus fueron rápidamente unidas gracias a ese novedoso medio de transporte que se veía muy útil para la economía local. Sobre esa base se crearon dos compañías: la Compañía del Ferrocarril de Montblanch a Reus y la Compañía del Ferrocarril de Montblanch a Lérida, con un mismo objetivo, alcanzar Lérida. Ambas no tardaron en fusionarse en la Compañía del Ferrocarril de Lérida a Reus y Tarragona. Dicha compañía no completó la línea hasta la apertura del tramo entre Juneda y Lérida en mayo de 1879, aunque la estación de Espluga de Francolí se puso en funcionamiento mucho antes, en junio de 1865 tras finalizar el tramo Espluga de Francolí-Montblanch. La precaria situación económica de la titular de la concesión facultó que la poderosa Norte se hiciera con ella en 1884. Norte mantuvo la gestión de la estación hasta que en 1941 se produjo la nacionalización del ferrocarril en España y todas las compañías existentes pasaron a integrarse en la recién creada RENFE. 
Desde el 31 de diciembre de 2004 Renfe Operadora explota la línea mientras que Adif es la titular de las instalaciones ferroviarias.

## La estación
Se encuentra al norte de la localidad de Espluga de Francolí, algo alejada del núcleo urbano y cruzando el río Francolí. Dispone de un edificio para viajeros de dos plantas coronado por un frontón triangular y flanqueado por dos anexos laterales de menor altura que también lucen frontones laterales. En los andenes, tanto el lateral como el central, se han habilitado amplias marquesinas metálicas. A los mismos acceden la vía principal (vía 1) y dos vías derivadas (vías 2 y 4). Otra más carece de acceso a andén. Para salvar las vías existe un paso subterráneo que comunica ambos andenes. Por último cuenta con una zona de aparcamiento exterior. 

## Servicios ferroviarios

### Media Distancia
Los servicios de Media Distancia que ofrece Renfe tienen como principales destinos Barcelona y Lérida. 
| Línea MD | Trenes   | Origen/Destino  |  | Destino/Origen                | Equivalente Rodalies de Catalunya |
| -------- | -------- | --------------- |  | ----------------------------- | --------------------------------- |
| 35       | Regional | Lérida Pirineos |  | Barcelona-Estación de Francia |                                   |